# Oxon Hoath
Oxon Hoath est un ancien manoir de style château classé Grade II * avec 73 acres (29½ hectares) de terrain à West Peckham, Kent. Les orthographes Oxenhoath, Oxen Hoath et Oxonhoath sont des alternatives courantes. Le manoir est un ancien parc royal aux daims.

## Histoire
Oxon Hoath (parfois rendu par Oxenholt ) est construit par Sir John Culpeper sous le règne du roi Édouard III  comme parc royal pour les bœufs et les cerfs . Les Culpepers sont à West Peckham depuis environ 1355 , une date de 1372 est revendiquée pour la maison. À la mort de Sir John en 1416  le manoir passe à son fils Sir William Culpeper, qui est haut shérif du Kent en 1426–27. À la mort de Sir William, le manoir passe à son fils Sir Richard Culpeper. Richard meurt sans descendance masculine en 1484, et sa succession passe à ses filles Elizabeth, Joyce et Margaret. Oxon Hoath revient au mari de Margaret, William Cotton . À sa mort, Oxon Hoath passe à son fils Sir Thomas Cotton, qui aliène le domaine à John Chowne de Fairlawne, Plaxtol .
Oxon Hoath passe ensuite à Nicholas Miller de Wrotham, et à sa mort en 1640 à son fils Sir Nicholas Miller, qui agrandit la maison. À la mort de Sir Nicholas en 1658, le domaine passe à son fils Humphry Miller qui meurt en 1709 . Le domaine passe ensuite à son fils Sir Borlase Miller. À sa mort en 1714, Oxon Hoath passe à sa sœur Elizabeth Bartholomew, et via elle, à son mari Leonard Bartholomew. À sa mort en 1720, le domaine passe à son fils Philippe Barthélemy, décédé en 1730. Oxon Hoath passe ensuite à son fils Philip, qui meurt en 1757 et laisse le domaine à William Geary, deuxième fils de Francis Geary de Polesden Lacey, Great Bookham, Surrey .
Oxon Hoath est remodelé en 1757. En 1846, Sir William Geary commande le dôme mansardé et la tour du château à Anthony Salvin. Les terrains sont aménagés dans le style de Capability Brown par William Andrews Nesfield . D'autres ajouts sont faits à la maison en 1878 par Burn et MacVicar Anderson, qui ajoutent une salle de billard sur le côté est de la maison. Le manoir reste dans la famille Geary, passant de Sir William à Sir William Richard Geary en 1825, puis à Sir Francis Geary en 1877 et à Sir William Neville Geary en 1895. Sir William Neville Geary est décédé le 26 décembre 1944 .
Oxon Hoath est classé le 1er août 1952. D'autres structures liées au domaine sont classées le 19 avril 1985. Depuis 2010, Oxonhoath est utilisé comme centre de retraite ouvert . La maison principale est classée au grade II *, Oxon Hoath garde les seuls jardins de parterre inchangés en Angleterre .